# Percnia inquinata
Percnia inquinata är en fjärilsart som beskrevs av Inoue 1941. Percnia inquinata ingår i släktet Percnia och familjen mätare. Inga underarter finns listade i Catalogue of Life.